# Су-4
Су-4 (ББ-3) — дослідна модифікація літака Су-2 з зіркоподібним двигуном повітряного охолоджування М-90 потужністю 2100 к. с. Планувалася також установка великокаліберних кулеметів замість ШКАС.
Оскільки двигун М-90 не вийшов з дослідної стадії, всупереч деяким джерелам, серійно Су-4 не будувався. Модифікація літака Су-2 відбулася за допомогою іншого двигуна: був встановлений серійний двигун М-82. При цьому числовий індекс в назві літака не змінився, а з'явилося уточнення «Су-2 з мотором М-82».
За неперевіреними відомостями, на прохання фронтових льотчиків, у 1942 р. на Су-4 передбачалося зробити виріз у днищі фюзеляжу під ногами у стрільця-радиста для установки кулемета, що прикриває задню нижню півсферу.

## Тактико-технічні характеристики

### Технічні характеристики
- Екіпаж: 2
- Довжина: 10.46 м
- Розмах крила: 14.30 м
- Висота: 3.95 м
- Площа крила: 29 м ²
- Маса порожнього: 3300 кг
- Нормальна злітна маса: 4900 кг
- Двигун: 1 ПД Швецов М-82
  - Потужність: 1250 к.с.

### Льотні характеристики
- Максимальна швидкість на великій висоті: 512 км/год
- Дальність польоту: 605–1000 км
- Практична стеля: 9000 м
- Час набору висоти: 630 м/хв
- Довжина розбігу: 950 м

### Озброєння
- Стрілецько-гарматне озброєння:
  - 2 × 12.7-мм кулемета БС
  - 2-4 × 7.62-мм кулемета ШКАС (650 патронів на ствол)
- Некеровані снаряди: 8-10 НУРС РС-82 або РС-132
- Бомбове навантаження: 400–600 кг бомб